# Toshihiro Tenma
Toshihiro Tenma (jap. 天間敏宏 Tenma Toshihiro; * 1949) ist ein japanischer Regisseur.
1993 drehte er den Film Geburt eines Sektenpriesters mit Takeshi Kitano in einer Nebenrolle. Mit Kitano hatte er bereits vorher zusammengearbeitet, als er bei Filmen wie Violent Cop oder Boiling Point als Regieassistent fungierte.